# Homo Фабер
Хомо Фабер (нем. Homo faber) — роман швейцарского писателя Макса Фриша, опубликованный в 1957 году.

## Композиция и сюжет
Роман написан в первом лице от имени Фабера; он состоит из двух частей, которые автор назвал остановками. Первая часть представляет собой последовательное изложение основных событий, перемежающееся воспоминаниями героя о юности и его комментариями и самооценками. Она написана в Каракасе во время второй его поездки туда.
Вторая часть - набор записей об отдельных событиях, происходивших до основных и после них; эта часть написана в больнице в Афинах, где герой ожидает операции.
События романа разворачиваются в апреле—июле 1957 года.

### Первая остановка
Главный герой романа — пятидесятилетний швейцарский инженер Вальтер Фабер, служащий ЮНЕСКО. Он вылетает из нью-йоркского аэропорта Ла Гуардия для проверки монтажа турбин для электростанции в Венесуэле. Во время полёта у самолёта отказывают два мотора, и пилот вынужден совершить экстренную посадку в мексиканской пустыне. Через несколько дней пассажиры были спасены.
На борту рядом с Фабером сидит немец Герберт Хенке, отправившийся на розыски своего брата в Гватемалу. Во время ожидания спасения выясняется, что он — младший брат Иоахима Хенке, однокурсника и друга юности Фабера. Фабер вспоминает, как двадцать лет назад, в 1936 году, был влюблён в Ганну Ландсберг, девушку с еврейской кровью, бежавшую из нацистской Германии и изучавшую историю искусств в Цюрихе. Девушка забеременела; они решили было жениться, но Ганна сбежала из-под венца, а Фабер по долгу службы вынужден был уехать в Багдад. Герберт рассказывает, что через некоторое время после этого Иоахим Хенке женился на Ганне, но брак распался через несколько лет. У Иоахима и Ганны была дочь; Вальтер заподозрил, что это может быть его ребёнок.
Фабер меняет свои планы и совершенно неожиданно для себя вместо деловой поездки в Каракас решает присоединиться к Герберту в поисках его брата. С помощью случайного знакомого Марселя они добираются до плантации Иоахима в Гватемале, но находят его повесившимся. Герберт остаётся на плантации, а Фабер уезжает в Венесуэлу и вскоре возвращается в Нью-Йорк, где его ждёт возлюбленная Айви.
Из-за назойливости Айви Фабер решает начать запланированную поездку в Париж на неделю раньше и отправляется в Европу на теплоходе (до этого он всегда летал самолётом). На борту он знакомится с двадцатилетней девушкой Элисабет Пипер (он её называет Сабет), которая по окончании семестра в американском университете возвращается к матери в Афины, запланировав по пути путешествие автостопом по южной Европе с отправной точкой в Париже. Девушка своей молодостью и интересом к искусству напоминает ему Ганну. В предпоследний день на теплоходе, в день 50-летия Фабера, он просит Сабет стать его женой. Оба понимают, что это несерьёзно; они расстаются в Гавре.
В Париже Фабер ищет Сабет и якобы случайно встречает её в Лувре. Он приглашает её в оперу. Фабер решает сопровождать девушку в её путешествии; коллега предоставил в его распоряжение «ситроен».
Фабер счастлив во время их романтического путешествия по Южной Франции, Италии и Греции, но по непонятной причине всё время думает о Ганне. Из разговора с Сабет Фабер узнаёт, что её мать — Ганна: после развода с Иоахимом она эмигрировала в Америку, вышла замуж за мистера Пипера и затем перебралась в Афины. Вальтер имеет предчувствие, что Сабет — их с Ганной общая дочь, но всё время убеждает себя, что её отец — Иоахим. Сабет тоже так считает.
В последний день их путешествия Сабет жалит змея; вдобавок она падает с небольшого обрыва и теряет сознание. Фабер с большим трудом доставляет девушку в больницу в Афинах, где ей дают противоядие. В больнице он встречается с Ганной; после долгих отрицаний она признаётся ему, что Сабет — его дочь. Фабер планирует навсегда переехать в Грецию. Выздоравливающая Сабет неожиданно умирает из-за недиагностированной черепно-мозговой травмы, полученной во время падения.

### Вторая остановка
Фабер совершает повторную деловую поездку в Каракас, где ему предстоит провести монтаж оборудования. По пути он навещает Герберта, который за два месяца на плантации полностью утратил интерес к жизни. Из-за болей в желудке Фабер не может участвовать в установке оборудования в Каракасе и возвращается в Афины через Кубу и Дюссельдорф. По пути он извещает о прибытии Ганну и даёт телеграмму о своём увольнении со службы.
В Афинах Фабер узнаёт, что у него рак желудка. В больнице его периодически навещает Ганна и рассказывает ему о прошедших 20 годах. Жизнь Фабера наполняется новым смыслом, ему хочется жить как никогда. Повествование прерывается на дне проведения операции.

## Идея
В начале романа Фабер — человек рационального склада ума, деловой и практичный; прагматик, верящий только в логику, технику и теорию вероятностей. Он не читает романов, не посещает музеев, ему чужды рассуждения о прекрасном; ему интереснее механизмы и формулировки непререкаемых законов природы. В юности именно из-за неприятия искусства и прочих «глупостей» Ганна называла его homo faber ( лат. человек производящий). Сначала случившееся с ним Фабер готов трактовать только как цепь случайностей, но никак не «перст судьбы».
Но неожиданно для самого Фабера в нём вдруг просыпается сентиментальность (ему хочется встретиться с Иоахимом), оживают воспоминания о Ганне, в Париже ради встречи с Сабет он стал регулярно заходить в Лувр (хотя до этого никогда там не бывал, проживая буквально напротив) и пригласил её в оперу… Всё это совершенно не свойственно Фаберу.

Но какому, собственно, Фаберу? Ведь их — два. И всегда было два: Фабер, так сказать, «внутренний» и Фабер «внешний» — вполне, без остатка ушедший в роль, в ней растворившийся— 
Дмитрий Затонский трактует всё происходящее в мироощущении героя как пробуждение и реванш «внутреннего» Фабера, преодолевающего его «внешнего». Тогда Сабет, неизвестная ему дочь, неосознаваемо напоминающая Ганну — это «его судьба, медиум крушения всей его жизненной системы… Так Фабер, можно бы сказать, закономерно приближался к своей жизненной катастрофе, к этой жуткой и отчаянной пародии на греческий миф; в том числе и на роковую его предопределённость».
Марк Амусин тоже проводит параллели между фабулой романа и древнегреческими трагедиями

В романе «Homo Faber» Фриш бросает вызов технократическому — в самом широком смысле слова — мироощущению. Он подвергает героя, образцового инженера Вальтера Фабера, череде совпадений и испытаний, никак не укладывающихся в теорию вероятностей. Фабер находит своего старого друга повесившимся на заброшенной плантации в Центральной Америке; девушка, встреченная им на океанском лайнере и ставшая его любовницей, оказывается его дочерью; мало того, вскоре она погибает в результате несчастного стечения обстоятельств. Сам Фабер тоже обречен — он болен раком. И все это… нет, не скажем «из-за того, что…». С точки зрения расхожей морали некоторая душевная черствость и себялюбие не составляют вины. Автор избегает слишком явных параллелей с античной трагедией Рока, даром что главные события романа разыгрываются на земле Эллады. Здесь уместнее оборот «для того, чтобы…». Новый, драматический опыт меняет человеческую стать героя. В финале он постигает мир, с которым расстается, в его чувственном богатстве, в насыщенности его красок, звуков, запахов, через метафоры и образы, через радость и боль, а не в «оцифрованных», среднестатистических параметрах.— 

## Переводы на русский язык
Роман «Homo Faber» переводили Лилианна Лунгина, М. В. Огородникова, Н. Н. Лавров. Перевод Лунгиной опубликован:
- в журнале «Иностранная литература» № 4 за 1966 год;
- вышел отдельной книгой в издательстве «Молодая гвардия» в 1967 году (тираж 100 тысяч экз.);
- в серии «Мастера современной прозы» издательства «Прогресс» в 1975 году вместе с романом «Назову себя Гантенбайн» (тираж 100 тысяч экз.);
- вошёл во второй том избранных произведений М. Фриша (Фриш М. Избранные произведения в 3 тт. — М.:Худож. лит., 1991. (тираж 100 тысяч экз.);
- отдельной книгой (под разными вариантами оформления обложки) и в сборниках в разные годы в издательстве «АСТ».

## Экранизации
По этому роману режиссёр Фолькер Шлёндорф в 1991 году поставил фильм «Путешественник» с Сэмом Шепардом в роли Вальтера Фабера и Жюли Дельпи в роли Сабет.